# Natriumisoaskorbat
Natriumisoaskorbat, med E-numret E 316 och den kemiska formeln C6H7NaO6, är ett antioxidationsmedel som framställs syntetiskt som ett salt av isoaskorbinsyra. Sammansättningen och funktionen är till stor del samma som hos askorbinsyra, men de små skillnader som finns i sammansättningen tar bort vitamin C-egenskaperna. Tillsatsen har ett fastställt ADI på 6 milligram per kilogram kroppsvikt av SCF samt obegränsat av JECFA. Först var man osäker på huruvida tillsatsen skulle ha en antivitaminverkan gentemot vitamin C, vilket senare sågs mindre troligt.
Tillsatsen får användas i kött- och fiskkonserver och till fryst fisk. Man får använda den i ration 500 milligram per kilogram i köttprodukter och 1 500 milligram per kilogram i fiskprodukter. Det är således svårt att överskrida ADI.